# Leendert De Vis
Leendert De Vis (1987) is een Belgische (musical)acteur. Hij verwierf vooral bekendheid als Ben X in de gelijknamige musical en als Max Martens in de soap Thuis.

## Biografie
Leendert De Vis studeerde in 2009 aan de musicalafdeling van het Koninklijk Conservatorium in Brussel. In 2008 speelde hij Rolf in een Waalse productie van The Sound of Music. In 2010 was hij in Dans der Vampieren 1e understudy van Alfred en tevens ensemblelid. In de soapserie Thuis vertolkte hij in 2011 de rol van het homoseksuele personage Max Martens, het eerste vriendje van Franky Bomans. Deze verhaallijn veroorzaakte enige ophef. Datzelfde jaar maakte hij deel uit van het ensemble van de Studio 100-musical Alice in Wonderland en speelde hij de rol van de jonge bisschop Jean Bilodeau in Lelies. Voor laatstgenoemde vertolking kreeg hij in 2012 de Vlaamse Musicalprijs voor Beste Mannelijke Bijrol. Deze productie werd hernomen in 2015. Vanaf september 2012 vertolkt hij de titelrol in de musical Ben X. Leendert speelde mee in de musical Zoo of Life, hierin vertolkte hij de rol van verzorger Jimmy.  In de soapserie Familie vertolkte hij in 2019 en 2020 de rol van Inspecteur De Pelsmaeker